# Lamine Yamal
Lamine Yamal Nasraoui Ebana (n. 13 iulie 2007, Esplugues de Llobregat, Catalonia, Spania) este un fotbalist spaniol care joacă pe postul de extremă dreaptă la clubul din La Liga, Barcelona, și este internațional la echipa națională de fotbal a Spaniei.

## Biografie
Născut în Esplugues de Llobregat, Barcelona, Catalonia, dintr-un tată marocan și o mamă Fang din Guineea Ecuatorială, Lamine Yamal a crescut mai sus, pe coastă, în Granollers și Mataró, în special în cartierul Rocafonda. La vârsta de șapte ani s-a mutat la Barcelona.

## Cariera pe echipe

#### Cariera de tineret
Crescând în rândurile de tineret din La Masia, Lamine Yamal a fost în curând văzut drept una dintre cele mai bune perspective ale academiei. În timp ce a fost adăugat la echipa Juvenil A - deja peste clasa sa de vârstă - pentru sezonul 2022–23, Lamine a fost selectat de Xavi să se antreneze cu prima echipă împreună cu alți tineri la începutul lunii septembrie 2022. Deși încă nu semnase primul său contract profesionist cu echipa, părea a fi unul dintre membrii academiei care l-a impresionat cel mai mult pe antrenor.

#### 2023–24: Revoluție la prima echipă
Lamine Yamal și-a făcut debutul la prima echipă pe 29 aprilie 2023, înlocuindu-l pe Gavi în minutul 83 într-o victorie cu 4-0 împotriva lui Real Betis în La Liga, în care a înregistrat un șut la poartă împotriva fostului portar al Barcelonei, Claudio Bravo, și a devenit nu numai al cincilea cel mai tânăr jucător din istoria La Liga la 15 ani, 9 luni și 16 zile, dar și cel mai tânăr care a apărut la prima echipă a Barcelonei de la Armando Sagi, în vârstă de 15 ani, în 1922, cu peste un secol înainte. A câștigat primul său titlu cu Barça pe 14 mai 2023, făcând parte din echipa care a câștigat La Liga în sezonul 2022–23. În ciuda acestui fapt, a ratat ceremonia titlului din săptămâna următoare, după ce a fost chemat de naționala Spaniei.
Lamine a jucat primul meci ca titular cu Barcelona pe 20 august 2023, într-o victorie cu 2-0 în fața lui Cádiz pe Estadi Olímpic Lluís Companys, devenind cel mai tânăr titular al Barcelonei în La Liga la vârsta de 16 ani și 38 de zile. Primul său start a fost întâmpinat cu ovații din partea fanilor opoziției, deoarece a fost înlocuit cu cinci minute rămase de joc. La următoarea sa apariție de start, Lamine a fost numit omul meciului după ce a contribuit la două goluri marcate de Gavi și Robert Lewandowski într-o victorie cu 4–3 asupra lui Villarreal pe 28 august 2023. La 16 ani și 45 de zile, a devenit cel mai tânăr jucător care a oferit o pasă de gol într-un meci din La Liga. A fost desemnat primul jucător al lunii U23 pentru luna august, ca urmare a performanțelor sale. La 19 septembrie, Lamine și-a făcut debutul în Liga Campionilor într-o victorie cu 5-0 în fața lui Antwerp, devenind al doilea cel mai tânăr jucător care apare în competiție, în vârstă de 16 ani și 68 de zile, doar în urma lui Youssoufa Moukoko.
La 2 octombrie 2023, Lamine și-a prelungit contractul cu Barcelona până în 2026, cu o clauză de răscumpărare de 1 miliard de euro. Două zile mai târziu, a început în primul său meci din Liga Campionilor împotriva lui Porto, devenind cel mai tânăr jucător numit într-o formație titulară la 16 ani și 83 de zile. A fost apoi înlocuit cu 19 minute rămase din meci din cauza unor probleme cu stomacul. Lamine este cu trei zile mai tânăr decât Celestine Babayaro, care a stabilit recordul în 1994. Pe 8 octombrie 2023, Lamine a marcat primul său gol pentru prima echipă într-o remiză cu 2-2 în deplasare cu Granada. A devenit cel mai tânăr marcator al Barcelonei și cel mai tânăr din istorie care a marcat în La Liga, în vârstă de 16 ani și 87 de zile, doborând ambele recorduri stabilite de Ansu Fati și respectiv Fabrice Olinga. La 28 octombrie 2023, Lamine și-a făcut prima sa apariție în El Clásico ca înlocuitor într-o înfrângere cu 2-1 acasă, devenind cel mai tânăr jucător care a jucat la Barcelona de la Ansu Fati și doborând recordul lui Vicenç Martínez în La Liga în 1941, precum și recordul general al lui René Petit stabilit în 1916.
Pe 4 decembrie 2023, Lamine a primit trofeul inaugural Golden Boy The Youngest, care este acordat celui mai tânăr jucător nominalizat la premiul Golden Boy. Ulterior, în ziua ceremoniei, Lamine nu a fost prezent din cauza școlii. Pe 11 ianuarie 2024, Lamine a marcat într-o victorie cu 2-0 în fața lui Osasuna în semifinala Supercopei de Espana, devenind, la 16 ani și 182 de zile, cel mai tânăr jucător care a marcat în Supercopa. Lamine a jucat apoi ultimele 29 de minute ale finalei Supercopei de España împotriva lui Real Madrid pe 14 ianuarie. Două săptămâni mai târziu, pe 25 ianuarie, a marcat în sferturile de finală din Copa del Rey împotriva lui Athletic Bilbao într-o eventuală înfrângere cu 4–2 după prelungiri, devenind cel mai tânăr marcator din istoria competiției, doborând recordul anterior stabilit de Juanmi în 2010.
Pe 11 februarie, Lamine a marcat de două ori în remiza scor 3–3 împotriva luiGranada, fiind numit omul meciului. Prin urmare, a devenit cel mai tânăr jucător din La Liga care a marcat două goluri în același meci, doborând recordul anterior al lui Bojan Krkić în 2008 și primul jucător care a obținut acest record sub vârsta de 17 ani De asemenea, a devenit cel mai tânăr jucător care a atins mai mult de 10 goluri și asisturi în La Liga la 16 ani și 213 zile. Pe 21 februarie, a devenit cel mai tânăr jucător care a jucat în faza eliminatorie a Ligii Campionilor, în vârstă de 16 ani și 223 de zile, când Barcelona a jucat împotriva lui Napoli în optimile de finală, doborând recordul anterior al lui Warren Zaïre-Emery.

## Cariera la națională
Lamine Yamal este internațional de tineret pentru Spania, acolo unde a jucat și pentru echipele naționale spaniole U15 și U16.
În 2023, a reprezentat echipa U17 a Spaniei la Campionatul European U17 din 2023, Lamine marcând 4 goluri în timpul turneului. Spania a mers până în semifinale, unde a fost eliminată de Franța după o înfrângere cu 3-1.
La vârsta de 16 ani și 50 de zile, Lamine a primit primul apel la naționala de seniori la 1 septembrie 2023 de către antrenorul Luis de la Fuente pentru calificările la Euro 2024 împotriva Georgiei și Ciprului. Lamine și-a făcut debutul la seniori cu Spania împotriva Georgiei pe 8 septembrie 2023, marcând în minutul 74 al unei victorii cu 7-1. La vârsta de 16 ani și 57 de zile, a devenit cel mai tânăr jucător și marcator al Spaniei, doborând ambele recorduri ale lui Gavi, care a debutat la 17 ani și 62 de zile și a marcat la 17 ani și 304 de zile. În plus, Lamine a devenit cel mai tânăr marcator într-un meci de calificare la Euro, depășind recordul lui Gareth Bale care a marcat la vârsta de 17 ani și 83 de zile.
Lamine a fost rechemat la echipa Spaniei în octombrie 2023 pentru meciurile rămase din calificările la Euro împotriva Scoției și Norvegiei. Spania ar câștiga ambele meciuri pentru a se califica la Euro 2024.
Lamine a fost, de asemenea, eligibil să joace pentru Maroc prin tatăl său și Guineea Ecuatorială prin mama sa, dar s-a decis pentru Spania.

## Stil de joc
Atacant cu piciorul stâng, cu abilități excelente de dribling, de trecere și de a crea șanse, Lamine Yamal este capabil să joace fie ca atacant centru, mijlocaș ofensiv sau lateral, în special pe flancul drept.
Cu profilul său tehnic, a fost comparat cu Lionel Messi, ca multe produse La Masia înaintea lui, dar și mai recent cu jucătorul împrumutat de la Barcelona Ansu Fati.

## Statisticile carierei

### Club
La 26 aprilie 2025.
| Club              | Sezon         | Campionat          | Campionat | Campionat | Copa del Rey | Copa del Rey | Europa  | Europa | Altele  | Altele | Total   | Total  |
| Club              | Sezon         | Divizie            | Meciuri   | Goluri    | Meciuri      | Goluri       | Meciuri | Goluri | Meciuri | Goluri | Meciuri | Goluri |
| ----------------- | ------------- | ------------------ | --------- | --------- | ------------ | ------------ | ------- | ------ | ------- | ------ | ------- | ------ |
| Barcelona Atlètic | 2022–23       | Primera Federación | 1         | 0         | –            | –            | –       | –      | 2       | 0      | 3       | 0      |
| Barcelona         | 2022–23       | La Liga            | 1         | 0         | 0            | 0            | 0       | 0      | 0       | 0      | 1       | 0      |
| Barcelona         | 2023–24       | La Liga            | 37        | 5         | 1            | 1            | 10      | 0      | 2       | 1      | 50      | 7      |
| Barcelona         | 2024–25       | La Liga            | 30        | 6         | 5            | 2            | 11      | 4      | 2       | 2      | 48      | 14     |
| Barcelona         | Total         | Total              | 68        | 11        | 6            | 3            | 21      | 4      | 4       | 3      | 99      | 21     |
| Total carieră     | Total carieră | Total carieră      | 69        | 11        | 6            | 3            | 21      | 4      | 6       | 3      | 102     | 21     |

1. ↑  Apariții în play-off din Primera Federación
2. 1 2  Apariții în UEFA Champions League
3. 1 2  Apariții în Supercopa de España

### Meciuri la națională
La 23 martie 2025.
| Echipa națională | An    | Selecții | Goluri |
| ---------------- | ----- | -------- | ------ |
| Spania           | 2023  | 4        | 2      |
| Spania           | 2024  | 13       | 1      |
| Spania           | 2025  | 2        | 1      |
| Total            | Total | 19       | 4      |

#### Goluri la națională
La 23 martie 2025.
| No. | Data              | Stadion                                        | Selecție | Adversar      | Scor | Rezultat final      | Competiție                         |
| --- | ----------------- | ---------------------------------------------- | -------- | ------------- | ---- | ------------------- | ---------------------------------- |
| 1   | 8 septembrie 2023 | Boris Paichadze Dinamo Arena, Tbilisi, Georgia | 1        | Georgia       | 7–1  | 7–1                 | Calificările pentru UEFA Euro 2024 |
| 2   | 16 noiembrie 2023 | Alphamega Stadium, Limassol, Cipru             | 3        | Cipru         | 1–0  | 3–1                 | Calificările pentru UEFA Euro 2024 |
| 3   | 9 iulie 2024      | Allianz Arena, Munich, Germania                | 13       | Franța        | 1–1  | 2–1                 | UEFA Euro 2024                     |
| 4   | 23 martie 2025    | Mestalla, Valencia, Spania                     | 19       | Țările de Jos | 3–2  | 3–3 d.p. 5–4 d.l.d. | 2024–25 UEFA Nations League A      |

## Titluri
Barcelona
- La Liga: 2022–23[61]
- Copa del Rey: 2024–25[62]
- Supercopa de España: 2025[63]

Echipa națională a Spaniei"
- UEFA Euro 2024

Individual
- Jucătorul lunii din La Liga U23: august 2023[27]
- Premiul Tuttosport pentru cel mai tânăr: 2023[64]
- Echipa UEFA IFFHS pentru tineret (U20) masculin: 2023[65]
- Cel mai bun marcator al Campionatului European UEFA Under-17: 2023[66]
- Echipa turneului din Campionatul European Under-17 UEFA: 2023[67]
- Golul lunii din La Liga: martie 2024